# Bart De Wever
Bart Albert Liliane De Wever (Mortsel, 21 de dezembro de 1970) é um político belga, atual primeiro-ministro do país.
De Wever é formado em História pela Universidade católica de Lovaina. Membro do Parlamento Flamengo e Presidente do partido político N-VA desde 2004, foi Presidente da Câmara da cidade de Antuérpia entre Janeiro de 2013 e Fevereiro de 2025, deixando o cargo para assumir como primeiro-ministro do Reino da Bélgica, após seu partido ser o mais votado nas eleições gerais de 2024.
De Wever e seu partido historicamente procuram formar um Estado independente, separando as regiões falantes do flamengo do restante da Bélgica Ele falou da Bélgica como um estado sem futuro na entrevista ao Der Spiegel : « l'État belge n'a pas d'avenir » Nas eleições gerais na Bélgica em 2010, o N-VA (Nova Aliança Flamenga, em tradução livre) foi o grande vitorioso, com um programa de conservadorismo político e maior autonomia para o Flandres. O N-VA tentou negociar com o Partido Socialista de Elio Di Rupo, para formar um governo de coalizão no país em 2010 mas falhou.
Nas eleições gerais na Bélgica em 2014, voltou a liderar em Flandres mas também não houve acordo.
Nas eleições gerais de 2024, realizadas em 9 de junho de 2024, o N-VA voltou a ser o partido mais votado na Bélgica. Em 10 de julho do mesmo ano, o Rei Filipe nomeou oficialmente De Wever como responsável por formar um novo governo, dando-lhe a capacidade de iniciar negociações formais para montar uma coalizão e provavelmente se tornar primeiro-ministro do governo resultante.
Após mais de oito meses de negociações entre os partidos N-VA (direita flamenga), Vooruit (social-democracia flamenga), CD&V (democracia-cristã flamenga), MR (centro-direita francofônica) e Les Engagés (de centro e francofônico), em 31 de janeiro de 2025 foi anunciado um acordo de formação de governo, com De Wever se tornando o primeiro-ministro designado. Em 3 de fevereiro de 2025, De Wever fez seu o juramento de posse, tornando-se o primeiro político nacionalista flamengo a ocupar o cargo de primeiro-ministro da Bélgica.